# Keisuke Cuboi
Keisuke Cuboi (japonsko 坪井 慶介), japonski nogometaš, * 16. september 1979.
Za japonsko reprezentanco je odigral 40 uradnih tekem.